# Street Fighter X Mega Man
Street Fighter X Mega Man, wydany w Japonii jako Street Fighter X Rockman (jap. ストリートファイター X ロックマン Sutorīto Faitā Kurosu Rokkuman) – komputerowa gra platformowa wyprodukowana i wydana przez firmę Capcom. Projektem gry zajął się Seow Zong Hui. Gra została wydana za darmo 17 grudnia 2012 roku na całym świecie z okazji 25. rocznicy istnienia gier z serii Mega Man oraz Street Fighter.
Gra Street Fighter X Mega Man naśladuje wygląd i styl rozgrywki gier z serii Mega Man wydanych na konsolę Nintendo Entertainment System.

## Opis gry
Gracz wciela się w postać niebieskiego robota imieniem Mega Man, który po raz kolejny wyrusza w drogę i staje do walki z ośmioma wojownikami ze Street Fightera (Rolento, Dhalsim, Urien, Ryu, Blanka, Rose, Crimson Viper i Chun Li), by na końcu stoczyć pojedynek ze złym mistrzem Bisonem.

## Rozgrywka
Gracz sterując Mega Manem może chodzić w prawo i lewo, strzelać, zwiększać moc zasięgu za pomocą ręcznej armatki, zbierać przedmioty, a także wchodzić po drabinie. Po pokonaniu wszystkich ośmiu wojowników, Mega Man zdobywa ulepszenia broni jak na przykład: Hadouken Ryu czy Hyakuretsu Kyaku Chun Li, aby móc stanąć do walki z pozostałymi bossami i ukończyć grę.